# Federico Bravo
Federico Bravo est un footballeur argentin né le 5 octobre 1993 à Jesús María. Il évolue au poste de milieu défensif à l'Academia Puerto Cabello.

## Biographie
Un peu plus de deux semaines avant le début de la saison 2016 de MLS, Federico Bravo est prêté par le club de Boca Juniors au New York City FC.